# 2. Panzerarmee (Rote Armee)
Die 2. Panzerarmee war ein gepanzerter Großverband der Roten Armee, der im Januar 1943 im Bereich der Brjansker Front aufgestellt wurde. Im Februar 1943 der Zentralfront unterstellt, nahm sie im Juli an der Schlacht im Kursker Bogen teil, anschließend an der Orjoler Operation und dem weiteren Vormarsch der Zentralfront auf Tschernigow. Anschließend der Reserve des Oberkommandos zugeteilt, wurde sie Anfang 1944 der 1. Ukrainischen Front unterstellt und nahm bis April an der Dnepr-Karpaten-Operation teil. Im Juni 1944 kam sie zurück zur 1. Weißrussischen Front und nahm in der Endphase der Operation Bagration an der Lublin-Brester Operation teil. Ende Juli erreichte sie den Warschauer Vorort Praga, bevor sie durch einen deutschen Gegenangriff Anfang August schwer angeschlagen wurde und der Reserve zugeteilt werden musste. Im November 1944 erhielt sie den Garde-Status und wurde fortan 2. Gardepanzerarmee genannt. Als solche nahm sie an der Weichsel-Oder-Operation Anfang 1945 sowie bis Anfang April an der Schlacht um Ostpommern teil. Ihr letzter Kriegseinsatz war in der Schlacht um Berlin. Nach dem Kriegsende war sie für mehrere Jahre als 2. Garde-mechanisierte Armee bekannt. Bis Anfang der 1990er Jahre war die Armee Teil der Gruppe der Sowjetischen Streitkräfte in Deutschland. Sie wurde 1998 im Militärbezirk Wolga aufgelöst. Ihr heutiger Nachfolger im Heer der Streitkräfte der Russischen Föderation ist seit 2001 die 2. Gardearmee in Samara.

## Geschichte

### Zweiter Weltkrieg
Am 10. Januar 1943 erging der Befehl Nr. 46002 der Stawka zur Aufstellung der 2. Panzerarmee bis 1. Februar im Raum nördlich Jelez. Die Armee sollte durch die Umbildung der 3. Reservearmee (2. Formation) entstehen, zu ihrem Befehlshaber wurde Prokofi Logwinowitsch Romanenko ernannt. Zum Stichtag 1. Februar befanden sich in ihrem Bestand das 16. Panzerkorps, drei Schützendivisionen und weitere Einheiten. Die Armee unterstand zunächst der Brjansker Front, am 15. Februar wurde sie der neugebildeten Zentralfront unterstellt. Von Ende Februar bis Ende März nahm sie an den Operationen dieser Front im Raum Sewsk–Dmitrijew teil. Ende April wurde ihr aus der Stawka-Reserve das 3. Panzerkorps zugeteilt, das das 11. Panzerkorps ablöste.
Vom 5. bis 23. Juli nahm die Armee an der Kursker Abwehrschlacht teil und war an der Linie Tepoloje-Olchowatka-Ponyri Ziel der Angriffe der deutschen 9. Armee am nördlichen Abschnitt des Kursker Frontbogens. 
| 3. Panzerkorps  | Generalmajor Maxim Denisowitsch Sinenko     | 50., 51. und 103. Panzerbrigade sowie 57. motorisierte Schützenbrigade    |
| 16. Panzerkorps | Generalmajor Wassili Jefimowitsch Grigorjew | 107., 109. und 164. Panzerbrigade sowie 15. motorisierte Schützenbrigade  |
| 19. Panzerkorps | Generalmajor Wassiljew                      | 79., 101. und 102. Panzerbrigade, sowie 26. motorisierte Schützen-Brigade |

Nach dem Abbruch der deutschen Angriffe war sie in Teilen an der Orjoler Operation beteiligt. Im August 1943 erhielt sie aus dem Bestand der 3. Gardepanzerarmee das 7. Garde-mechanisierte Korps. Ende August war die Armee am Angriff der Zentralfront in Richtung Tschernigow beteiligt, als am 2. September die Direktive des Oberkommandos erging, die Armee in die Reserve zu versetzen. Sie wurde nach Lgow zurückverlegt, wo sie aufgefrischt wurde.
Am 19. Dezember erging eine weitere Direktive der Stawka, wonach die 2. Panzerarmee bis zum 15. Januar 1944 im Raum Tschernobyl bereitzustellen war. Diese wurde im weiteren Verlauf der sowjetischen Winteroffensive mehrmals abgeändert, sodass die Armee schließlich ostwärts von Schitomir zum Einsatz kam. Sie wurde dann in den Raum Fastiw beordert und der 1. Ukrainischen Front unterstellt, mit der sie bis Mitte Februar an der Korsun-Schewtschenkowsker Operation teilnahm. An dieser Schlacht waren Teile von bis zu vier sowjetischen Panzerarmeen beteiligt. Nach dem Abschluss der Operation wurde die Armee der 2. Ukrainischen Front unterstellt, mit der sie von März bis April an der Uman-Botoșaner Operation teilnahm. In dieser Operation legte sie über 200 Kilometer zurück und erreichte den Pruth bei Iași.
Am 10. Juni 1944 erging eine Direktive der Stawka, die 2. Panzerarmee ab dem 14. Juni per Eisenbahn in den Frontbereich der 1. Weißrussischen Front zu verlegen. Sie griff hier ab dem 18. Juli in die Kämpfe der Operation Bagration ein und stieß mit der 8. Gardearmee auf Lublin und Dęblin vor, die am 24. und 25. Juli erobert wurden. Ende des Monats wurde der Warschauer Vorort Praga erreicht. In Warschau brach daraufhin am 1. August der Warschauer Aufstand aus, in der Erwartung, mit Hilfe der Roten Armee die Stadt befreien zu können. Die 2. Panzerarmee wurde jedoch von vier Panzerdivisionen (Panzerschlacht vor Warschau) angegriffen und weitgehend zerschlagen. Ende August wurde sie daher in den Raum Kowel verlegt und der Reserve zugeteilt, um praktisch völlig neu zusammengesetzt zu werden. Zu ihrem Bestand gehörten im Oktober das 1. mechanisierte Korps sowie das 3. und 9. Panzerkorps. Ab Mitte des Monats wurde sie wieder in den Bereich der 1. Weißrussischen Front verlegt und zunächst im Raum Łuków konzentriert. 

### 2. Gardepanzerarmee
Am 20. November 1944 wurde der Armee der Garde-Status verliehen. Ab dem 14. Januar 1945 griff die 2. Gardepanzerarmee im Zuge der Weichsel-Oder-Operation aus dem Brückenkopf Magnuszew südlich Warschaus in nordwestlicher Richtung an und erreichte über Inowrocław den Raum Küstrin. Sie wurde anschließend am linken Flügel der 1. Weißrussischen Front in der Schlacht um Ostpommern eingesetzt und entlastete Mitte Februar die durch das deutsche Unternehmen Sonnenwende schwer bedrängte 61. Armee. 
Armeegliederung im April 1945
- 9. Garde-Panzerkorps – Generalmajor Nikolai Denissowitsch Wedenejew mit 47., 50. und 65. Garde-Panzerbrigade, 33. Garde-mechanisierte Brigade
- 12. Garde-Panzerkorps – Generalmajor M. K. Teltjakow mit 48., 49. und 66. Garde-Panzerbrigade, 34. Garde-mechanisierte Brigade
- 1. Mechanisiertes Korps – Generalleutnant Semjon Moissejewitsch Kriwoschein mit 19., 35. und 37. mechanisierte Brigade, 219. Panzerbrigade

In der Schlacht um die Seelower Höhen ab 16. April griff die Armee aus dem Brückenkopf bei Küstrin zusammen mit der 5. Stoßarmee an und erreichte am 21. April den Berliner Autobahnring. Anschließend nahm sie am Sturm auf die Stadt teil.

### Nachkriegszeit

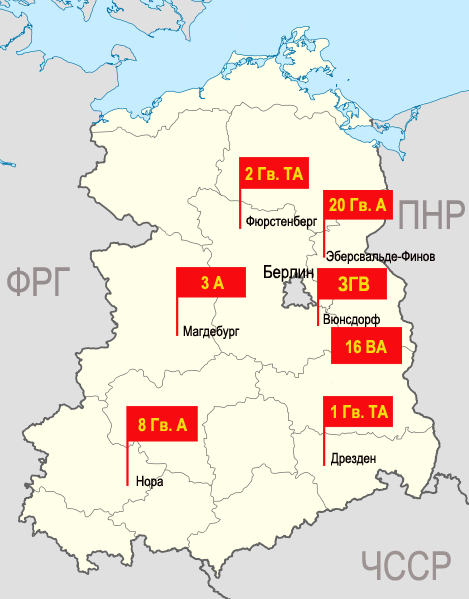
Stationierungsorte der GSSD-Armeen 1991

Die Armee wurde nach dem Kriegsende als Teil der Gruppe der Sowjetischen Besatzungstruppen in Deutschland (GSBT, später GSSD) in Fürstenberg/Havel stationiert. Im Juni 1945 wurde sie in 2. Garde-mechanisierte Armee umbenannt, was 1957 wieder rückgängig gemacht wurde. Ihre Zusammensetzung änderte sich im Lauf der Zeit hin zu einer Armee der verbundenen Waffen. Die letzten ihrer Einheiten aus der Kriegszeit wurden Ende der 1970er Jahre aus dem Bestand der Armee abgezogen.
Mit dem Abzug der Westgruppe der Truppen Anfang der 1990er Jahre verließ auch die 2. Gardepanzerarmee das wiedervereinigte Deutschland. 1993 wurde sie in den Militärbezirk Wolga verlegt. Im Jahre 1998 wurde sie aufgelöst, 2001 aber als 2. Gardearmee (russ. 2-я гвардейская общевойсковая армия) wieder aufgestellt.

## Befehlshaber in der Zeit des Zweiten Weltkriegs
2. Panzerarmee
- Prokofi Logwinowitsch Romanenko – 15. Januar bis 12. Februar 1943
- Alexei Grigorjewitsch Rodin – 12. Februar bis 9. September 1943
- Semjon Iljitsch Bogdanow – 9. September 1943 bis 23. Juli 1944
- Alexei Iwanowitsch Radsijewski – 23. Juli bis 20. November 1944

2. Gardepanzerarmee
- Alexei Iwanowitsch Radsijewski – 20. November 1944 bis 7. Januar 1945
- Semjon Iljitsch Bogdanow – 7. Januar bis 9. Mai 1945